# Bingo

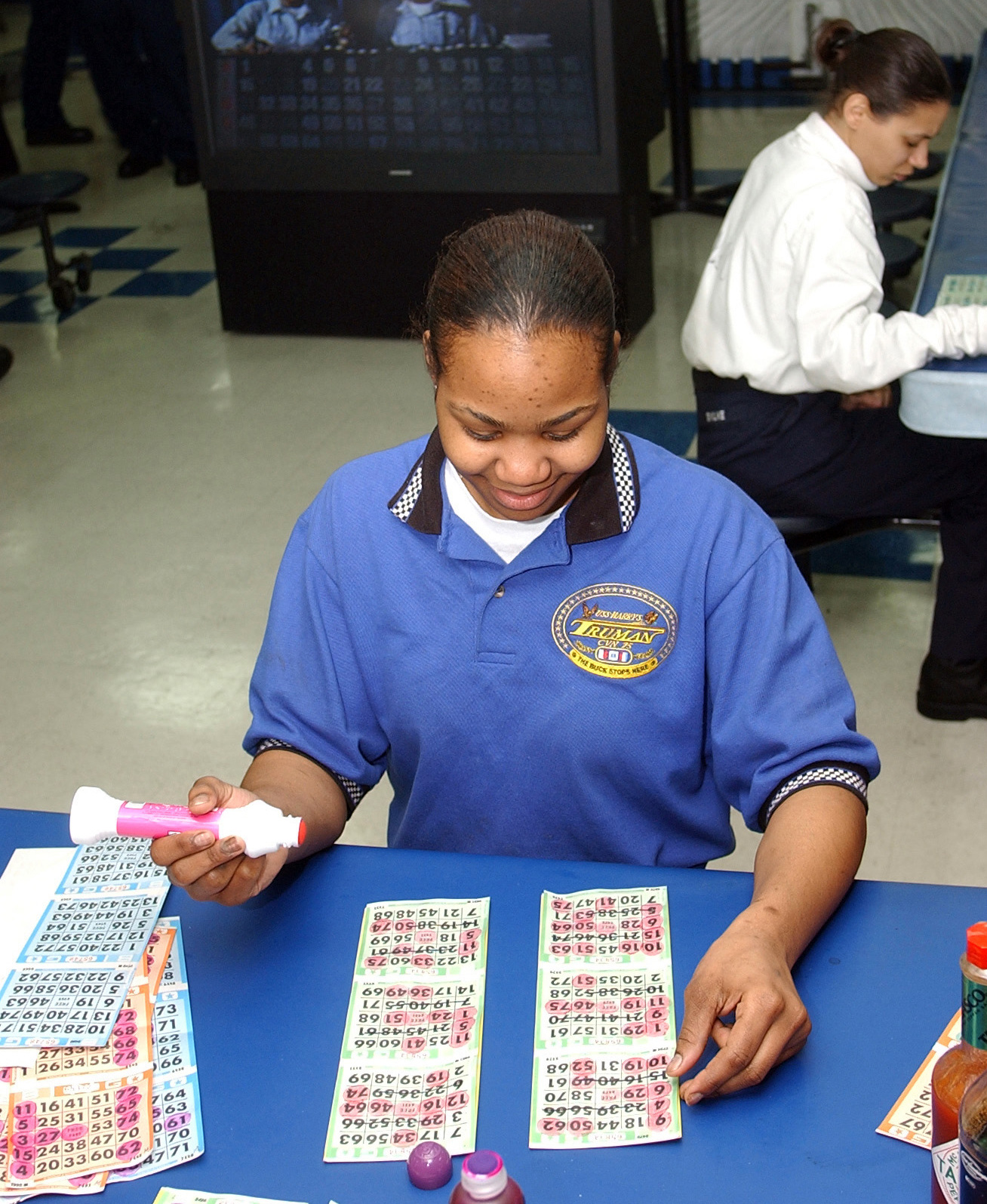
Mujer con tarjetas de Bingo.

El bingo (en inglés bingo /ˈbɪŋ.ɡoʊ/ (escuchar)ⓘ) es un juego de azar que consiste en un bombo con un número determinado de bolas numeradas en su interior. Los jugadores juegan con cartones con números aleatorios escritos en ellos, dentro del rango correspondiente. Un locutor va sacando bolas del bombo, anunciando los números en voz alta. Si un jugador tiene dicho número en su cartón lo tacha, y el juego continúa así hasta que alguien consigue marcar todos los números de su cartón.
Existen varias teorías sobre cuando empezó esta actividad, pero la mayoría de ellas la datan del siglo XVI. Se trata de un juego muy popular en todo el mundo del que existen dos variedades típicas, que son la de 90 bolas y la de 75 bolas.

## Historia del bingo
Algunas teorías remontan el origen de este popular juego de azar al tiempo de la cultura romana. Otras lo relacionan a la antigua Italia en el siglo XVI, pero lo realmente cierto es que constituye una de las primeras formas de juego popular.
La historia conocida de este juego (no aceptada por todos los historiadores) se remonta a la época de los bárbaros y los potentados que cobraban los famosos impuestos a diferentes aldeas, villas, entre otros estamentos de la sociedad en épocas remotas.
El juego en general consistía en integrar en un recipiente varias bolas con números que representaban a diferentes aldeas de las diferentes potencias y sobre la base de los aciertos los caballeros y soldados hacían los cobros en oro, plata, minerales, joyas y otros objetos de valor como compensación y retribución de su suerte en ser elegidos, en varias ocasiones los valores adquiridos eran para el uso de construcciones y en otras ocasiones los utilizaban para la alimentación de grandes masas de ejércitos y entre otros para combatir conflictos y conquistas.
Con el transcurso de los años y debido a nuevas normas asociadas a la sociedad y leyes que promulgaron grandes potentados como es el caso de los romanos, estos juegos que anteriormente se utilizaban para el recaudo de dinero y riquezas, empezaron a ser utilizadas para brindar diversión a los diferentes visitantes y exploradores del mundo en busca de negocios y sobre la base de esto las ideas que se crearon fueron basadas en brindar diversión con juegos, bailes, mujeres y estamentos de prestigio con otras disciplinas como fueron los dados, las barajas, y otros juegos que ahora divierten a millones de jugadores y apasionados apostadores en el mundo.
En cambio, numerosos historiadores y especialistas afirman que el origen de esta costumbre es la lotería italiana, cuando se unieron los reinos de Italia en 1530. La hipótesis de gran aceptación afirma que el antecesor del popular juego es “Il Giuoco del Lotto d`Italia”, una lotería nacional que era jugada semanalmente y se ha extendido en el tiempo hasta la fecha actual. Hoy en día, es un componente esencial del presupuesto del país, que genera más de 75 millones de dólares en ingresos actuales. “Il Giuoco del Lotto d’Italia” se juega cada sábado en este país.
La cercanía operativa de ambos juegos se manifiesta en los elementos que intervienen para el desarrollo de los mismos. En los dos casos, el organizador debe contar con bolas numeradas, un bolillero o tómbola y cartones numerados. El social juego de bingo parece ser una evolución de este juego que se ha extendido por siglos en la región de Italia.
En 1770, este juego llamó la atención a los franceses, quienes lo denominaron Le Lotto, y se estableció con las reglas que se siguen aún en la actualidad. Fueron los primeros en jugar con las tarjetas de bingo, fichas y en cantar en voz alta los números.
En esta época, sólo fue jugado por la gente de la alta aristocracia. Los premios no eran organizados de la manera actual sino que se extendían en numerosas posibilidades de reconocimiento por ganar. Distintos elementos típicos de los años mencionados constituían los premios.
En los años 1800 el bingo se propagó rápidamente por toda Europa. Los juegos de bingo educativos se hicieron populares.
En 1850 fue diseñado un juego de bingo en Alemania para enseñarle a los niños las tablas de multiplicar, además de otros juegos de bingo educativo como “bingo para deletrear”, “bingo animal”, “bingo histórico”.
Estos bingos fueron diseñados para proporcionarles a los niños de 3 a 6 años de edad un poco de diversión y al mismo tiempo, enseñarles a cantar y a reconocer los números.
Después de extenderse por toda Europa el juego comenzó a presentarse en Norteamérica. En un principio el juego se hizo popular en las ferias de los pueblos y festivales. Consistía en un organizador que sacaba discos enumerados de una caja de cigarros mientras los jugadores marcaban los números en sus tarjetas colocando alubias (frijoles) sobre ellas y se gritaba “beano” si ganaban.
Durante una visita al carnaval de Atlanta en 1929, Edwin Lowe, un vendedor de juguetes de Nueva York, descubrió el Beano. Lowe notó la gran emoción que sentían los jugadores. Intentó participar en un juego de Beano esa misma noche, pero no consiguió un sitio. Los jugadores estaban muy enganchados, y cuando el hombre que llevaba el juego de Beano intentó cerrar el chiringuito, los jugadores simplemente rechazaron dejar de jugar. Finalmente, a las 3 de la mañana, según cuenta la historia, el organizador dejó paso a Lowe.
Al regresar a Nueva York, Lowe compró algunas alubias, y todo el resto de cosas necesarias para poder realizar el juego. Invitó a algunos amigos a su apartamento para poner a prueba su nuevo juego. Antes de lo que se imaginaba, sus amigos estaban jugando al Beano con la misma emoción y fervor que los que había visto en el carnaval. Durante un juego, Lowe estudió el comportamiento de un jugador que estaba a punto de ganar. Sólo necesitaba un número más para completar su tarjeta, pero se ponía más y más nervioso cuando veía que su número no salía. Finalmente, cuando consiguió tapar todos sus números, de la emoción gritó:” B-B-B-BINGO!” en vez de Beano. Esto es lo que explica su nombre de hoy en día.
Una vez dado a conocer en Norteamérica, rápidamente se extendió en el resto del mundo.
Un cura de Wilkes-Barre, Pensilvania, es el hombre responsable de introducir por primera vez el bingo como forma de recaudar fondos para la iglesia. Un miembro de la congregación sugirió utilizar el juego para poder obtener dinero para mantenimiento. Fue entonces, cuando el juego del bingo, original, que solo ofrecía 24 variantes únicas de tarjetas, se fue expandiendo. Dado que cada vez eran más los miembros de la iglesia que tomaban parte en el juego del bingo, se repartían más cartones. Los curas pronto se dieron cuenta de que muchos jugadores ganaban el mismo juego, por lo tanto buscaron nuevas formas para hacer que las combinaciones de números fueran únicas.
Para ello, pidieron ayuda a Lowe, quien contrató a un profesor de matemáticas de la universidad de Columbia, llamado Carl Leffler, para que lo ayudase a incrementar la cantidad de combinaciones en las tarjetas de bingo. Para 1930, Leffler ya había creado más de 6000 tarjetas de bingo con combinaciones únicas (se dice que después de esto Leffler se volvió loco).
Esta nueva forma de bingo hizo que este juego se consolidara como forma para recaudar fondos. Para 1934, ya había más de 10000 bingos semanales operativos en toda América del Norte. Desde las iglesias hasta las reservas de indios americanos, todos ellos eran jugadores de bingo que gastaban semanalmente 90 millones de dólares en bingo solamente en el norte de América.
En 1977 se autorizó el bingo en España. Se inventó un nuevo sistema de bingo diferente al que imperaba por entonces: el bingo de 90 números. En la década de los ochenta se vivió una auténtica fiebre del “bingo moderno” cuando las máquinas y los salones de juego entraron en escena.
En 1992 había 604 salas de bingo en España, según los primeros datos oficiales conocidos. Hoy en día existen diversidad juegos de internet.

## Legislación española

### Normas nacionales que afectan al bingo
El juego estaba vetado en España desde el año 1922, por lo que cualquier tipo de juego solo se hacía en el ámbito privado o de una forma ilegal.
Tras el final de la dictadura y el paso a la democracia empieza a plantearse la idea de regular y legalizar el juego, para ellos se lleva a cabo un Real-Decreto, por el que se regulan los aspectos penales, administrativos y fiscales de los juegos de suerte, envite o azar y apuestas. Es el llamado REAL DECRETO-LEY 16/1977 de 25 de febrero. Tras la aprobación de esta ley comienzan en España a surgir las primeras salas de bingo.
Aparte, existen otras leyes a nivel nacional que afectan de una forma u otra a las salas de bingo en competencias como: Propiedad Intelectual, Haciendas Locales, Defensa de la Competencia, Legislación Mercantil, Ley de Sociedades, Impuesto de Actividades Económicas, Competencia Desleal, Protección de la Seguridad Ciudadana, transferencias de competencias a las comunidades autónomas, Riesgos Laborales, Norma Básica de Edificación, Ficheros de Prohibidos, etc.

### Legislaciones de las distintas comunidades autónomas
A partir de la normativa nacional, cada comunidad autónoma redacta su propia normativa que regula el mundo del juego en todos sus ámbitos:
	- Homologación.
	- Transferencias.
	- Juegos y apuestas.
	- Catálogos de juegos.
	- Prohibición de acceso.
	- Máquinas de juego.
	- Específicas del bingo.
	- Espectáculos públicos.
	- Organizativas.
	- Tributarias.

## ¿Cómo se juega al bingo?
El juego del bingo se compone de un bombo con bolas numeradas, cartones con números aleatorios impresos y rotuladores o fichas para tachar o tapar estos.
Una partida consiste en extraer las bolas del bombo al azar y cantar su respectiva numeración. Los jugadores, provistos de cartones, tacharán el número cuando este sea cantado por el cajero (persona que se encarga de la extracción de las bolas).
Al completar una línea horizontal en un cartón, el jugador deberá cantar "línea" y se llevará un pequeño porcentaje del total recaudado con la venta de los cartones. Cuando un jugador consigue tachar todos los números de su cartón, tendrá que gritar "bingo" y se convertirá en el ganador de la partida llevándose, así, el porcentaje mayor de la recaudación en concepto de premio.

## Elementos
En el juego del bingo se necesitan unos elementos indispensables, como son un bolillero o bombo,
las bolillas o bolas de números, cartones y un espacio de mesas.
La facilidad con que puede organizarse un juego de bingo es uno de los factores que ha motivado la
extensión de este entretenimiento de azar.

### Máquinas extractoras
El bombo, o bolillero, está formado por dos cúpulas semiesféricas transparentes muy resistentes a los
golpes, ya que han de soportar el impacto de las bolas.
Las cúpulas tienen 50x50 cm.
El modo de girar del bolillero puede variar, puede ser movido por una manija, de forma manual, o
mediante un motor eléctrico que lo hace girar.
Una vez que una de las bolillas fue separada, se dice su número y se continúa mezclando. En el caso
del bolillero manual, mientras se retira la bolilla separada se detiene el mezclado. Con el bolillero
eléctrico el mezclado no se detiene nunca porque la bolilla se desliza por un canal.
En ambos casos, luego de que el número es anunciado, los jugadores deberán marcar las
coincidencias en todos los cartones de bingo que posean. Este trabajo puede ser abrumador si se tienen más tarjetas de las que se pueden abarcar, por lo que recomendamos no jugar con más de tres o cuatro tarjetas[¿por quién?]. El tiempo entre bolillas es muy breve.

### Bolas
Las bolillas para el bingo tienen las siguientes características especiales:
Material: nitrato de celulosa
Impresas en 10 (diez) posiciones
Colores: negro, azul, verde, rojo y naranja, fondo blanco
Diámetro: 38,5 mm (+/ 0,5 mm)
Peso: 2,5 g (+/ 0,5 g)

### Cartones
Los cartones son una de las piezas fundamentales para poder jugar al Bingo. Dichos cartones son fabricados en material adecuado para facilitar que puedan ser marcados por los jugadores, y son válidos exclusivamente para una sola partida. Los cartones pertenecen a series que contienen un número no inferior a 96.000 cartones distintos.
En el anverso de cada cartón figura la serie a la que pertenece, rango de número de cartones dentro de cada serie asignado al establecimiento, número de orden y número de cartones que integran la serie. En el dorso se consignan los impuestos a satisfacer, así como un extracto de las principales reglas del
juego. Igualmente se consigna en el dorso de los cartones la advertencia de que la división de los
dos cartones de la unidad de venta, así como las marcas o tachaduras que impidan la lectura de los
elementos identificativos del cartón, inutiliza este a efectos de premio.

#### Fabricación
Los cartones de bingo son fabricados por la “Real Casa de la Moneda. Fábrica Nacional de Moneda y Timbre”. Los Cartones de Bingo se imprimen a 4 colores y que incorporan numeración. La impresión (series) se lleva a cabo en bobinas, por un procedimiento offset, realizándose a la vez la numeración de los cartones. En cada serie salen 1944 cartones de bingo, esto se debe al proceso de fabricación (54 planchas de 36 cartones cada una), aparte de este criterio de 1944 cartones, también existe el de 3888 (múltiplo
de 1944). Estos dos criterios se utilizan en todas las salas de bingo.
Las series se entregan en tiras de 6 cartones dispuestas verticalmente y cada tira consta de los 90
números que intervienen en el juego del bingo. Se producen guías y distintivos de máquinas recreativas a solicitud de las diversas comunidades autónomas, incorporando diferentes elementos de seguridad tanto en el soporte como en la impresión. La preocupación es la seguridad de que los cartones no puedan ser falsificados o manipulados. Por esto, la FNMT-RCM ofrece plena seguridad mediante el uso de papeles con marca de agua, tintas invisibles y otros elementos de seguridad, que permiten diferenciar en el acto cualquier falsificación.
El cartón se protege de manera que cualquier intento de manipulación lo deteriora
irreparablemente. Los cartones varían en formato según el tipo de bingo en el que se vayan a utilizar, así tenemos
características diferentes según sea bingo simultáneo, bingo en línea, binjuegos o el bingo clásico en
sala.

#### Categorías profesionales
Jefe/a de Sala: ejercerá la dirección y control general del funcionamiento de la sala, adoptando las decisiones relativas a la marcha de las distintas operaciones de acuerdo con las normas técnicas del bingo y adecuando el ritmo de aquellas en consideración a la afluencia de público, cartones, cuidará del correcto funcionamiento de todos los aparatos, instalaciones y servicios; ejercerá la jerarquía sobre todo el personal al servicio de la sala; será el responsable de la correcta marcha de la contabilidad específica del juego, así como la tenencia y custodia de la propia sala, de las autorizaciones precisas para su funcionamiento y de la documentación relativa al personal.
Jefe/a de Mesa: será el responsable de la comprobación de las bolas y cartones; llevará la contabilidad de los cartones vendidos para cada sorteo; efectuará la determinación de los premios de línea o bingo respectivamente, comprobará los cartones premiados, informando de todo ello a los jugadores, será responsable del libro de actas de registro y llevará el control del “stock” de cartones por partida. Contestará individualmente cuantas peticiones de información o reclamaciones formulen los jugadores y consignará todo ello, así como las incidencias que se produzcan, en el acta
Locutor/a-Vendedor/a: realizará la venta directa de los cartones y la recaudación de su importe, que entregará junto con los cartones sobrantes al Cajero/a; retirará de la mesa, antes de efectuar la venta de los nuevos cartones, los utilizados por los jugadores en la jugada anterior y repasará las series dentro de su jornada laboral. En su turno de Locutor/a pondrá en funcionamiento la máquina cuando se inicie la jugada, leerá en voz alta el número de la bola según el orden de salida; apagará la máquina al finalizar el juego y abonará a los jugadores los importes de línea y bingo, contando su importe en el momento del abono, para facilitar el abono de los premios durante la venta de cartones de la siguiente partida y siempre que la organización del trabajo lo permita, este cometido lo podrá realizar cualquier otra categoría profesional definida en este artículo. Cuando realice la labor de locución no realizará la función de venta de cartones, aunque podrá colaborar en otras funciones dentro de la sala.
Admisión y Control: será el encargado/a de controlar la entrada de jugadores en la sala de juego, comprobando que el carnet corresponde a la persona que lo presenta, y negando la entrada a las personas que lo tuvieran prohibido, dando cuenta al Jefe/a de Sala de los incidentes. Tendrá asimismo como misión la llevanza del fichero de visitantes y su actualización.
Servicios Auxiliares: estas categorías: administración, aparcacoches, porteros/as, vigilantes y personal de limpieza, etc., no están comprendidas entre las técnicas del Bingo y realizarán las funciones propias de sus especialidades, sin que les sea exigida credencial de juego o permiso gubernativo alguno.
Hay dos Grupos Profesionales que engloban las Categorías específicas del juego del Bingo:
Grupo de Técnicos de Juego: que integra las Categorías Profesionales de Jefe/a de Sala, Jefe/a de Mesa y Cajero/a.
Grupo de Técnicos de Sala: integrado por las Categorías Profesionales de locutor/a-Vendedor/a y Admisión-Control.

#### Tipos de bingo en el mundo
El juego de bingo posee elementos que le son propicios para su composición, una de ellos
es el cartón. Existen diferentes tipos y clases de cartones para desarrollar un juego de bingo.
Los cartones de bingos contienen casilleros con números desde los más bajos hasta los más
altos y viceversa.
Bingo simultáneo
En el bingo simultáneo se juega sobre 90 números, del 1 al 90, ambos incluidos, y de forma simultánea
por jugadores presentes en diferentes salas de juego colectivas de dinero y azar, integrados en una
Red de distribución.
Así, los cartones están formados por quince números diferentes entre ellos, compuestos de 3 filas y 9
columnas.
Los cartones tienen que cumplir el modelo aprobado por el órgano administrativo correspondiente y
que tenga atribuida la competencia en materia de juego. Estos cartones tendrán el soporte material
adecuado para facilitar que puedan ser marcados por los jugadores, siendo válidos exclusivamente
para una partida.
Bingo online
El cartón en este caso es visual y no existe coste de impresión del papel.
Los jugadores de todas las salas juegan la misma partida de manera simultánea.
Se convierte en un juego rápido y de bajo coste por partida. El sistema empleado es con tarjeta chip.
Dentro del bingo en línea tenemos la modalidad del bingo en línea clásico, la línea 75 y el flash.
Bingo electrónico online
El formado del cartón corresponde con el clásico español, 15 números sobre 90; la única diferencia
es el uso de un terminal electrónico. El jugador compra sobre el ordenador los cartones que quiere
jugar y aparecen en la pantalla. Todos los terminales conectados a la red juegan la misma partida.
Bingo 75
Es el Bingo americano, muy jugado en red. Tiene formato de cartón y juego de 24 números
sobre 75 (la casilla central no tiene número). Basado en la realización de figuras dentro del cartón se pueden
obtener diferentes posibilidades de premios de bingo (líneas, diagonales,
cruces, etc.). Estas figuras se llaman “patrones”, y cada juego tiene uno o más patrones que dan premio.
La composición del cartón es la siguiente: en la columna “B” se ubican los
números entre el 1 y el 15, en la columna “I” los números del 16 al 30, en la
“N” los números del 31 al 45, en la “G” del 46 al 60 y finalmente en la
columna “O” los números del 61 al 75. Los patrones para premios de
Bingo como se ha dicho antes, pueden ser de cualquier forma: en diagonal, línea, cruces, cuadrados, letras... En cada juego se especifica qué patrón da premio.
Bingo flash

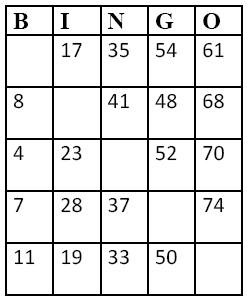
Tarjeta de Bingo 75

Bingo electrónico en red con formato “flash”, 3 números sobre 15. El sorteo consistirá en extraer 9
bolas. Los cartones utilizados tienen 3 números que van desde el número 1 al 15 y cada número tiene
un color de 6 posibles, en caso de completar el cartón en la extracción número 3, el premio de bingo
equivale a pagar la apuesta realizada (0,25 euros por cartón) por 30, en caso de completar el cartón
en la extracción número 4, el premio equivale a pagar la apuesta realizada por 15 y así
sucesivamente
Cash bingo
Bingo electrónico en red con formato de cartón de 16 números sobre 80. El Cash Bingo se juega
sobre cartones (virtuales) en los cuales los 16 números se representan en cuatro columnas de cuatro
números cada una. En la primera columna se sitúan los números del 1 al 20, y es de color rojo. En la
segunda columna se sitúan los números del 21 al 40 y es de color amarillo. En la tercera columna se
sitúan los números del 41 al 60, y es de color azul. Finalmente, en la cuarta columna se sitúan los
números del 61 al 80 y es de color blanco.
Binjuegos
Es el equivalente a la modalidad del bingo interconectado acumulado con múltiples
estructuraciones de premios, que se juega en una sala virtual formada por los terminales distribuidos
en las diversas salas, jugando los diversos jugadores de forma totalmente asíncrona pues su objetivo
de premio se construye en una fracción porcentual sobre un acumulado general, y que por los límites
que tienen las estructuras (de más de 5 categorías), los premios son fijos.
El cartón es virtual. No existe coste de impresión de papel.
Las modalidades de juegos dentro de Binjuegos son: Bingo 33 y Bingo Keno.
Bingo 33
Juego de bingo electrónico con formato de cartón clásico, 15 números sobre 90, jugado sobre
terminales electrónicos. El jugador compra un determinado número de cartones, y a continuación
inicia la extracción de un sorteo de 33 bolas. Una vez finalizadas las extracciones, se comprueba el
número de líneas, dobles líneas y bingo obtenidos por el jugador. Existen premios adicionales
dependiendo del número de extracción con que se completa el cartón.
'Bingo Keno
Juego de bingo electrónico que consiste en seleccionar 10 números de 80 posibles. Esta selección
puede ser automática o manual. Seguidamente, el jugador inicia la secuencia de extracción de un
sorteo de 20 bolas, y finalizadas las extracciones se comprueba el número de aciertos obtenidos.
Existe un plan de ganancias dependiendo del número de aciertos.
Bingos no oficiales
Son fabricados para reuniones familiares, animación, fiestas, hoteles, discotecas, asociaciones…
Las series son de 960 cartones, y se venden en paquetes de 10 series. Estos cartones no necesitan de
bolígrafo porque disponen de lengüetas. Este modelo de cartón está registrado en la Oficina Española de Patentes y Marcas.
Tienen un formato de 12 × 7 cm, y cada paquete pesa 7 kg.
La diferencia entre los dos modelos está en el papel y en las perforaciones de las lengüetas, el
primero es cartulina y tiene perforaciones en círculo, mientras que el segundo es de cartón y las
perforaciones conforman un rectángulo.

### Elementos secundarios

#### Módulo y paneles informatizados
Son unos paneles informativos que muestran información relativa a los premios.
En el caso del bingo clásico Español, son paneles de 90 números, que indican los números extraídos a
medida que los va cantando el locutor.

#### CM70-80; ordenador central
Es el ordenador de control de juego de la sala. Desde él se gestionan todos los elementos del bingo,
e incluye una extensa cartelería de mensajes, informes sobre estadísticas, premios… que sirven de
ayuda en la gestión del negocio.

#### Cajero, venta y liquidación de cartones
Es el gestor de caja de sala, herramienta imprescindible para una rápida y segura venta y liquidación
de cartones.

#### Admisión y normativa
El sistema de admisión controla el acceso del público a la sala de juego, respetando las exigencias
de la normativa de Protección de Datos.
Está disponible en diferentes versiones adaptadas a los requerimientos de todas las Comunidades
Autónomas.

#### Telebingo
Permite un juego más eficaz de acercar a los clientes la información sobre el juego. Hay posibilidad de poner 1,2 y 3 monitores en mesas.
En el telebingo se puede ver el número de cartones vendidos, el precio del cartón, los premios (línea,
bingo, prima y acumulado), las bolas que se extraen, las bolas que ya se han extraído, las 3 últimas
cantadas y el orden de extracción. Cuando la partida acaba se puede poner un programa televisivo
en el descanso.

#### Lector automático de bolas
Hay distintas posibilidades de locución automática: desde el modo de seguridad (que evita los
errores de pulsación de números en el teclado) y el modo absolutamente automático (que sustituye
al locutor). Este último tiene la posibilidad de grabación de un amplio número de voces.

#### Terminales automáticos
Existen varias versiones, son de 15”, pantalla táctil y pueden ser inalámbricos y con cable. El monitor
se suspende sobre la mesa.
Hay otro tipo de modelo en donde el terminal es inalámbrico, portátil, con una batería de 12 horas y
una pantalla táctil de 8,5”.

## Tipos de bingo

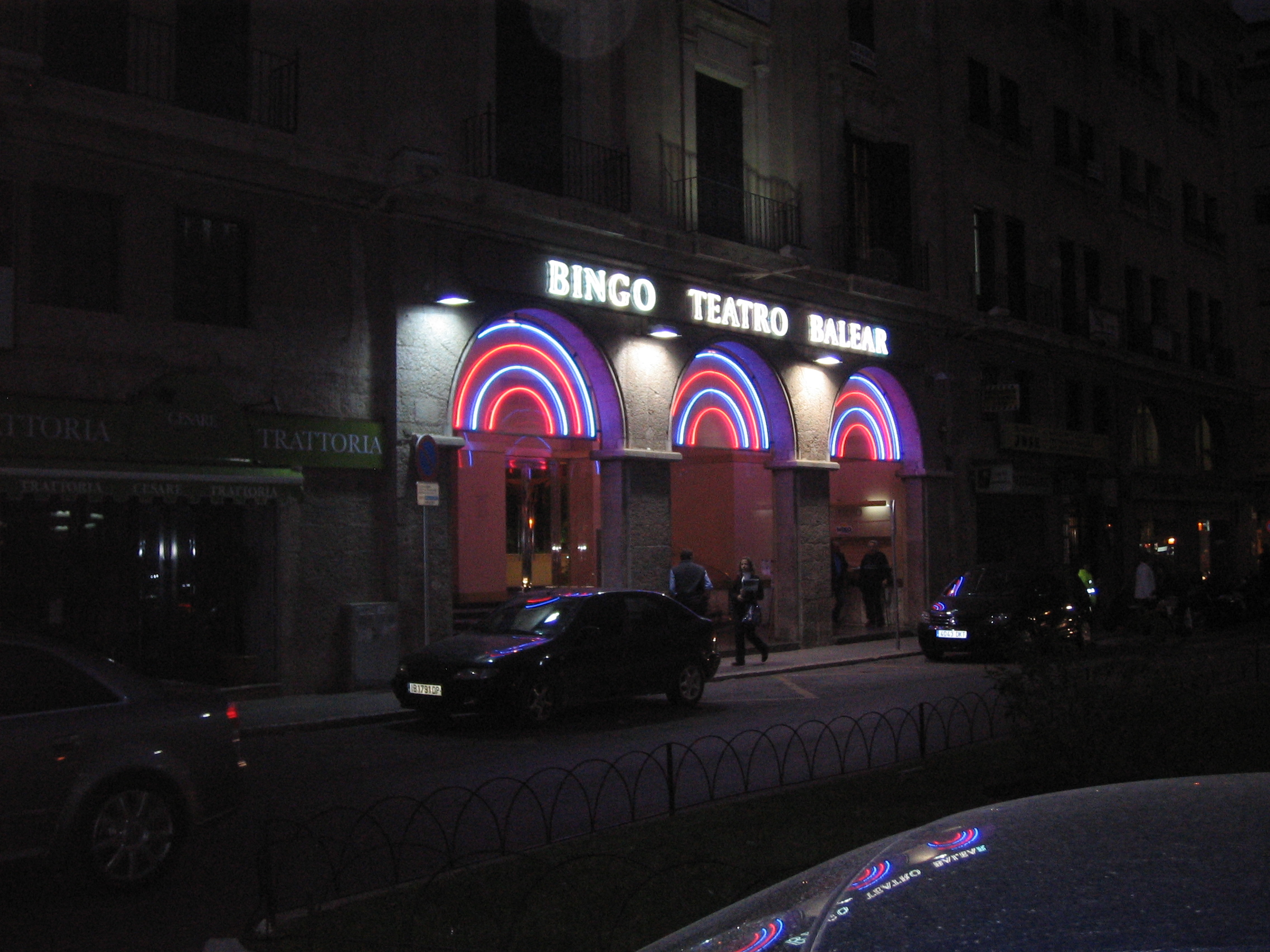
La entrada de un local de Bingo, en Palma de Mallorca, España.

Existen dos tipos principales de bingo, el bingo de 75 bolas y el de 90 bolas. La forma de jugar es la misma en ambos tipos, pero el número de bolas existentes en el bombo y los cartones varía de uno a otro.
Como su nombre indica, en el bingo de 75 bolas existen 75 bolas numeradas del 1 al 75 en el bombo. Este tipo de juego es más común en Norteamérica. Los cartones tienen un total de 24 números, divididos en 5 columnas. Las columnas están definidas por cada una de las letras del bingo, B, I, N, G, O, y en cada una de ellas están los números dentro de un rango específico. En la columna B se encuentran los números que van desde el 1 hasta el 15, en la I van del 16 al 30, en la N del 31 al 45 sin número en la tercera fila, en la G del 46 al 60 y por último en la O van desde el 61 hasta el 75. En este tipo de bingo se puede ganar un premio rellenando todos los números de nuestro cartón. Esto se conoce como bingo o full house. La otra manera de ganar un premio jugando al bingo de 75 bolas, es consiguiendo marcar en nuestro cartón una determinada figura preestablecida antes de empezar el juego, como alguna letra, o algún símbolo, sin necesidad de marcar todos los números del cartón.
El bingo de 90 bolas es el que se juega en más partes del mundo. En esta versión el bombo tiene 90 bolas numeradas del 1 al 90. Los cartones tienen 15 números que debes marcar. Estos números se encuentran distribuidos en 3 filas diferentes, con 9 columnas cada una, habiendo un total de 5 números por fila. Los números están mezclados con espacios en blanco. Aquí se pueden ganar premios de 3 formas diferentes, la primera de ellas es cuando consigues marcar todos los números que existen en cualquiera de las 3 líneas de un cartón. Este premio es llamado "línea". En algunos sitios se premia también al jugador que consiga marcar dos líneas de su cartón, pero no se hace en todos los lugares. Por último el premio más importante es cuando se canta bingo, que consiste en haber tachado todos los números de un cartón.

## Bingo en línea
El bingo en red o bingo en línea se trata de un subapartado dentro de los juegos de casinos electrónicos, y es uno de los servicios más solicitados entre los clientes, ya que cuenta con bonos de juegos, promociones, ofertas para obtener ingresos económicos, además de todos aquellos premios que ya se encuentran en el bingo tradicional.
Dada la relevancia del bingo en el mercado, en los últimos años, debido a la extensión de Internet a todos los ámbitos de nuestra vida, se ha propagado la aparición de sitios web donde se puede jugar al bingo en línea. Se trata de una variación del bingo tradicional, pero con una mayor privacidad y sencillez de juego. La versión de este juego en sistemas virtuales se ha convertido en un gran atractivo dentro del mercado en línea.

### Funcionamiento
El bingo en línea se regula interiormente a través de sistemas seguros de software, que proporcionan diversos organismos proveedores de software. Estas empresas tienen una amplia experiencia en el sector de las apuestas y en la construcción de bingos en línea, por lo cual se pueden obtener amplios resultados.
Otro aspecto interno importante para la construcción de bingos en línea son los distintos programas de afiliados que configuran estas páginas. Estos programas redirigen a los visitantes de sus páginas mediante banners a bingos en línea, por lo que un porcentaje de los beneficios del jugador, son para los afiliados. De este modo, el mercado se amplía potencialmente, y el sector de juegos y apuestas es un campo en auge para nuevos inversores en la red.

### Proveedores de software
Los proveedores de software son las empresas destinadas a crear sistemas virtuales de desarrollo e innovación tecnológica. Se encargan del funcionamiento en línea de muchas estructuras específicas. Estas empresas de especializan en distintos sectores, abordando un mercado con mayor o menor competencia. La competencia, en la mayoría de los casos se condiciona por la rentabilidad económica y atractivo del sector.
En especial, el sector de las apuestas es un sector sumamente rentable, aunque muy explotado, por lo que la competencia e intención de liderazgo es muy alta. La capacidad de reinvención, de innovación tecnológica y de nuevas modalidades de juego es un proceso continuo, por lo que es un mercado altamente competente y en continua renovación.
Este sector está estrechamente vinculado con los programas de afiliados, por lo que amplían potencialmente su oferta y alcance.
Aquí se citan los principales proveedores de software, diseñadores de sistemas virtuales de bingo en la red:
- MAdEX Games Engine
- NextGen Gaming
- WagerWorks
- GreenTube
- Entraction
- Cyberarts
- Net Entertainment
- Parlay Entertainment
- Chartwell Technology
- Playtech
- Microgaming
- Cryptologic- Real Time Gaming
- Boss Media
- Ongame
- 888.com
- Zitro
- Virtuefusion
- Party Gaming
- ZedPlan
- Gtech G2
- Degestec Games

### Programas de afiliados
Un programa de afiliados es un acuerdo entre una página web y una empresa que vende bienes o servicios por Internet, por el cual paga una comisión a la entidad de la página web por cada venta que le hacen a un cliente referido desde su página.
Es un sistema beneficioso para poder ejercer la venta sin tener producto que vender. Únicamente se ejerce de intermediario, siempre aprovechando un nivel de visitas alto en la página. Si la página es nueva o no recibe las visitas apropiadas, al menos 3000 visitas diarias, el sistema no resulta beneficioso para el gestor.
Se obtienen beneficios por tres métodos:
- Por comisión de venta. Aproximadamente entre el 1% y 60% dependiendo del producto y el programa.
- Por clic sobre el banner. La comisión recibida es mucho menor, oscila entre 0.01 euros y 0.5 euros.
- Por referido. El beneficio se produce cuando el visitante referido se registra en la página enlazada. Puedo oscilar entre 1 euro y 5 euros por cliente.
En la actualidad, existen una gran variedad de programas de afiliados que abarcan un gran mercado en la red.

### Regulación del bingo en línea en España
Los juegos lucrativos en línea en España, como es el caso del bingo en línea, son legales desde el 28 de mayo de 2011 mediante la publicación en el B.O.E. de la ley de Juegos de Azar 13/201. Las primeras licencias fueron otorgadas el 1 de junio de 2012. Ahora cualquier persona puede participar en línea en juegos de azar, ruletas, bingo, póquer, apuestas, etc con la máxima garantía de que el juego está regulado, supervisado y controlado por la Dirección General de Ordenación del Juego. Además, todo operador necesita una licencia. Este es un requisito previo para el bingo en línea legal en España.

### Requisitos para jugar
Se necesitan algunas condiciones para poder jugar al bingo en línea en España. Entre ellas destaca la condición imprescindible de haber cumplido los 18 años. Además a la hora de realizar un registro, este ha de ser personal, puesto que no está permitido jugar accediendo con las credenciales de otra persona. Por su parte, los operadores efectúan verificaciones periódicas de la correcta utilización de las cuentas. 
Con el objetivo de promover el juego responsable los operadores de bingo en línea con licencia, ofrecen a sus usuarios herramientas para fijar sus propios límites de gasto así como la posibilidad de desactivar su cuenta de manera temporal o permanente.

## Estadísticas
Estadísticas hechas a partir de las memorias de juego anuales del Ministerio del Interior de España.

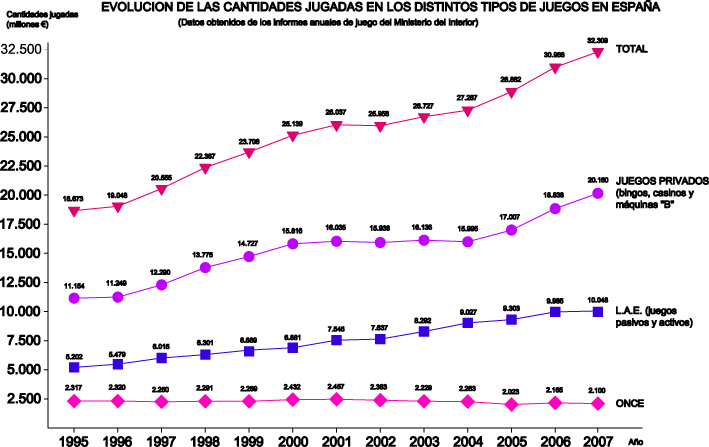
Dinero jugado en España 1995-2007.

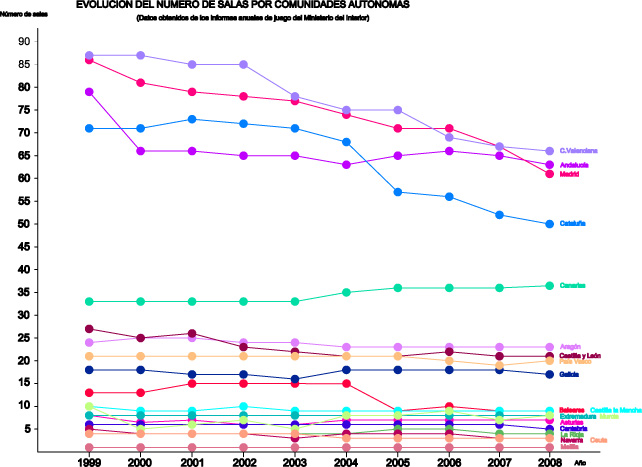
Número de salas por comunidad autónoma en España 1999-2008.

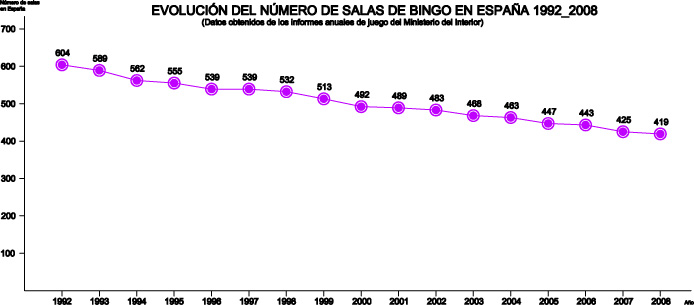
Total de salas de bingo en España 1992-2008.

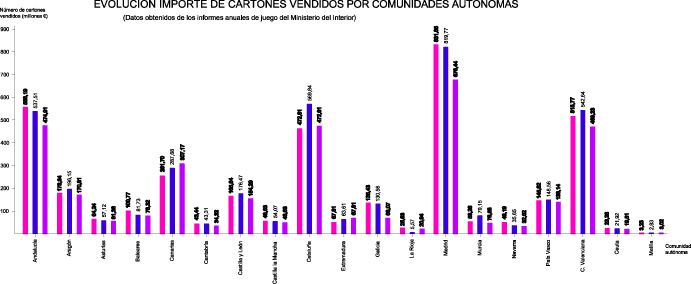
Cartones vendidos por comunidad autónoma.